# Bronisław Janowski
Bronisław Władysław Janowski (ur. 14 maja 1875 w Krakowie, zm. 30 stycznia 1960 we Wrocławiu) – polski agronom, botanik, profesor i rektor Akademii Medycyny Weterynaryjnej we Lwowie.

## Życiorys
Syn Walentego i Bronisławy z Leśniowskich. Ukończył gimnazjum w Krakowie, następnie w 1897 Wyższą Szkołę Rolniczą w Dublanach, w 1900 wydział rolniczy Uniwersytetu w Berlinie. Prowadził studia na doświadczalnych stacjach rolniczych w Zurychu, Hohenheim i Wiedniu. Wykładał w prywatnych Wyższych Kursach Ziemiańskich. Został docentem na Politechnice Lwowskiej, gdzie na Wydziale Komunikacji był asystentem w Katedrze Rolnictwa, wykładał botanikę rolniczą na tym wydziale i w Oddziale Wodnym Wydziału Inżynierii oraz przedmiot uprawa łąk i pastwisk na Wydziale Rolniczo-Leśniczym. Został pracownikiem naukowym na Akademii Medycyny Weterynaryjnej we Lwowie. W 1925 otrzymał nominację na profesora. Od 1925 do 1939 był kierownikiem Zakładu (Katedry) Botaniki i Rolnictwa AMW. Od 1930 do 1936 przez dwie kadencje sprawował stanowisko rektora AMW (najdłużej ze wszystkich rektorów). Zajmował się m.in. łąkarstwem.
Został przewodniczącym sekcji rolniczej Towarzystwa Gospodarczego, był członkiem Kuratorii Instytutu Naukowego w Puławach. Był redaktorem czasopisma „Rolnik”. Założył spółkę Wydawniczą „Zagroda wzorowa”, wydającą w latach 1925–1929 tygodnik ilustrowany „Zagroda wzorowa” – podtytuł „Ilustrowane czasopismo rolnicze, poświęcone sprawom drobnego gospodarstwa wiejskiego z jego wszelkimi gałęziami” (został redaktorem odpowiedzialnym czasopisma, a od 1926 redaktorem naczelnym).
Po wybuchu II wojny światowej, kampanii wrześniowej, agresji ZSRR na Polskę z 17 września 1939 i nastaniu okupacji sowieckiej pracował na uczelni, przemianowanej na Lwowski Instytut Weterynaryjny (1939–1941), zaś po ataku III Rzeszy na ZSRR z połowy 1941 i wprowadzeniu okupacji niemieckiej prowadził zajęcia w uczelni przemianowanej przez Niemców na Państwowe Instytuty Weterynaryjne (niem. Staatliche Tierarztliche Institut), od maja 1942 pod nazwą Państwowe Zawodowe Kursy Weterynaryjne (niem. Staatliche Tierarztliche Fachkurse). Po przejściu frontu wschodniego, wkroczeniu do Lwowa Armii Czerwonej i ponownym nastaniu władzy radzieckiej, został reaktywowany Lwowski Instytut Weterynaryjny, w którym Bronisław Janowski wykładał w roku akademickim 1944/1945. Po akcji wysiedlenia Polaków ze Lwowa lwowski profesorowie AMW przenieśli się do Wrocławia, gdzie na miejscowym Uniwersytecie i Politechnice w roku akademickim 1945/1946 powstał Wydział Medycyny Weterynaryjnej z 18 katedrami. Jego dziekanem został prof. Zygmunt Markowski, zaś 9 profesorów AMW zostało kierownikami katedr. Bronisław Janowski był organizatorem i do 1951 kierownikiem Katedry Fizjologii roślin Uniwersytetu i Politechniki we Wrocławiu. Od 1951 uczelnia działała jako Wyższa Szkoła Rolnicza (obecny Uniwersytet Przyrodniczy we Wrocławiu).
Został pochowany na cmentarzu św. Wawrzyńca we Wrocławiu.

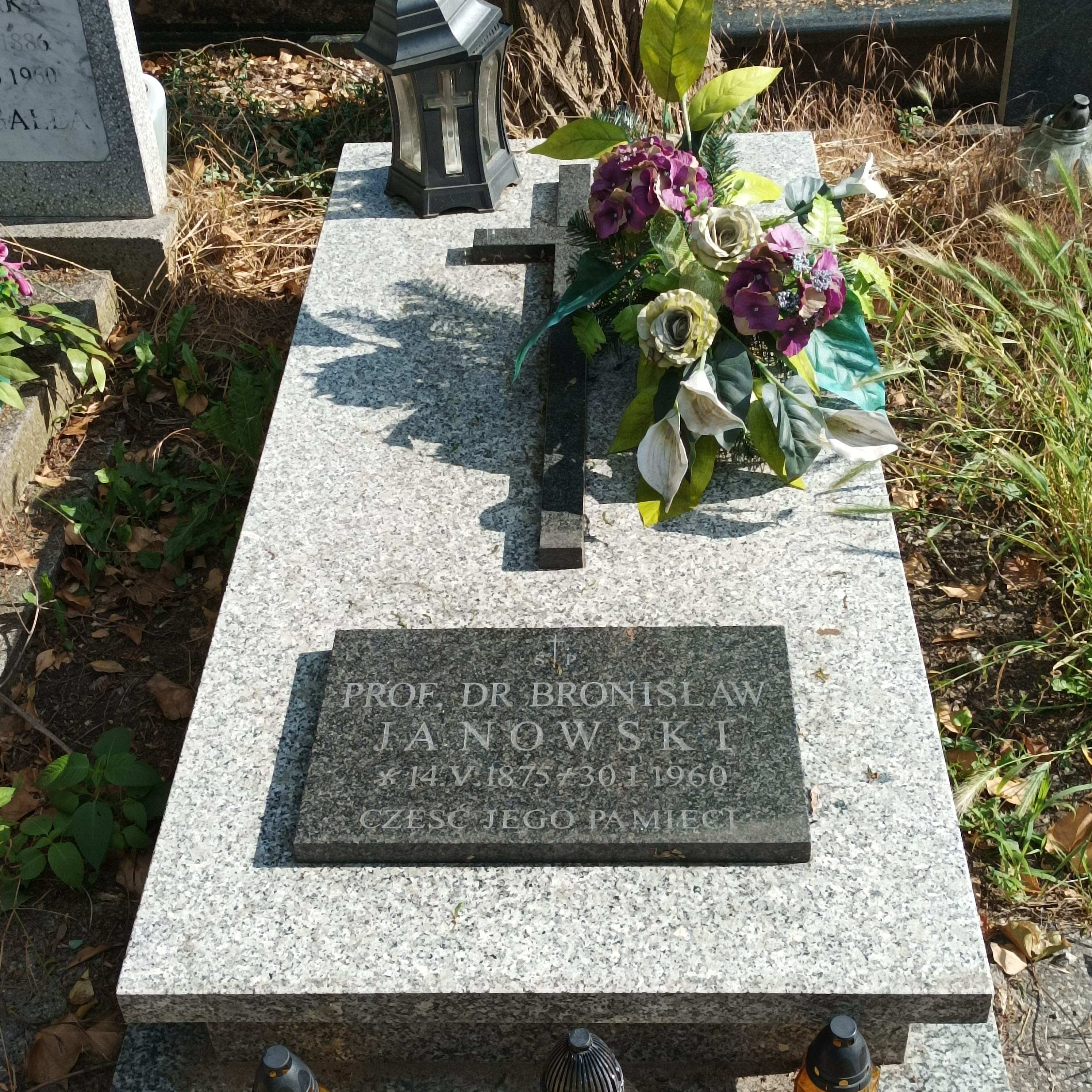
Grób prof. Bronisława Janowskiego na Cmentarzu św. Wawrzyńca we Wrocławiu

## Publikacje
- Hodowla nasion traw pastewnych (1902)
- Cele i sposoby uprawy łąk naturalnych (1908)
- Uprawa mieszanek koniczynowych (1908)
- Pastwiska trwałe. 1. Wskazówki praktyczne ich zakładania i urządzania (1909)
- Jak uprawiać łąki? Wskazówki praktyczne poprawiania, zakładania i pielęgnowania łąk trwałych i przemiennych (1911)
- Zagospodarowanie łąk i pastwisk w Mirze (Mińszczyzna) i Chinoczy (Polesie) (1912)
- Jak się zakłada łąki trwałe i przemienne? (1914)
- Jak uprawiać łąki. Wskazówki praktyczne zakładania i pielęgnowania łąk trwałych i przemiennych (1916)
- Z obcych niw. Kartki z podróży rolniczych po Europie (1917)
- Uprawa nasion traw pastewnych. Podręcznik dla użytku szkół rolniczych i rolników praktyków (1920)
- Przegląd roślin krajowych używanych w lecznictwie zwierząt (1938)
- Rola pastwiska kulturalnego w zapobieganiu chorobom wychowu zwierząt gospodarczych (1948)
- Pasze treściwe jako okolicznościowe czynniki schorzeń zwierząt (1950)
- Analiza botaniczna pasz (1952)
- Organizacja bazy paszowej w Polsce (1956)

## Ordery i odznaczenia
- Krzyż Komandorski Orderu Odrodzenia Polski (29 września 1955)[11]
- Krzyż Komandorski Orderu Odrodzenia Polski (11 listopada 1936)[12]
- Krzyż Oficerski Orderu Odrodzenia Polski (2 maja 1923)[13][14]
- Medal Dziesięciolecia Odzyskanej Niepodległości[1]
- Odznaka Honorowa „Orlęta”
- Odznaka Korpusu Kadetów Nr 1 we Lwowie